# 1980年レークプラシッドオリンピックの西ドイツ選手団
1980年レークプラシッドオリンピックの西ドイツ選手団（1980ねんレークプラシッドオリンピックのにしドイツせんしゅだん）は、1980年2月13日から2月24日まで、アメリカ合衆国ニューヨーク州のレークプラシッドで開催された1980年レークプラシッドオリンピックの西ドイツ選手団、およびその競技結果。

## 概要
今大会は金メダルはなく、銀メダル2個、銅メダル3個の合計5個のメダル獲得に留まった。西ドイツ選手団が冬季オリンピックで金メダルを獲得しなかったのは初めて。

## メダル
| メダル | 選手名                                                                                      | 競技               | 種目              |
| ------ | ------------------------------------------------------------------------------------------- | ------------------ | ----------------- |
| 銀     | イレーネ・エップレ                                                                          | アルペンスキー     | 女子大回転        |
| 銀     | クリスタ・キンスホーファー                                                                  | アルペンスキー     | 女子回転          |
| 銅     | フランツ・ベルンライター ハンジー・エストナー ペーター・アンゲラー ゲルハルト・ヴィンクラー | バイアスロン       | 男子4×7.5kmリレー |
| 銅     | ダグマル・ルルツ                                                                            | フィギュアスケート | 女子シングル      |
| 銅     | アントン・ビンクラー                                                                        | リュージュ         | 男子1人乗り       |